# دولة البرازيل

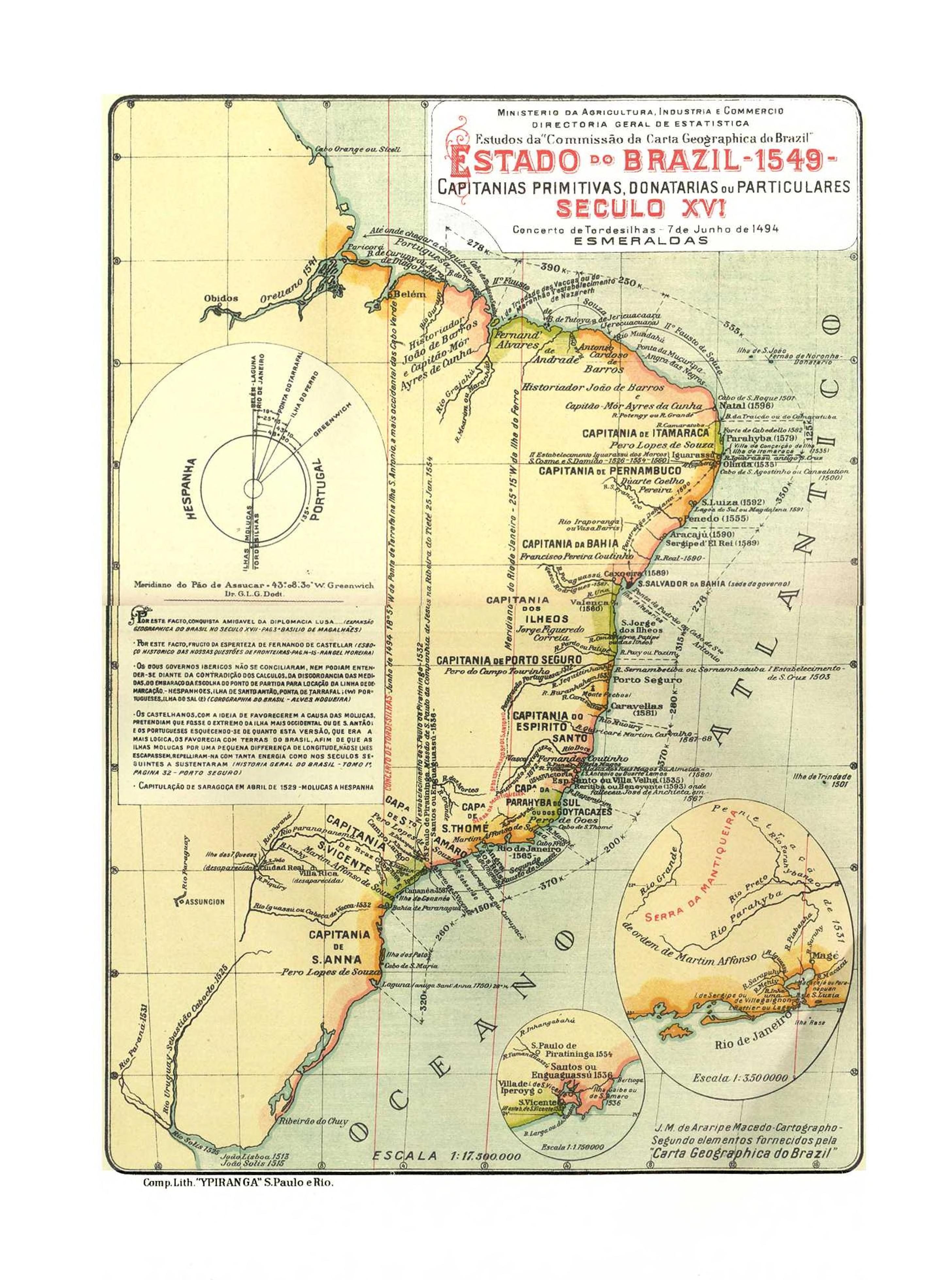
دولة البرازيل عام 1549.

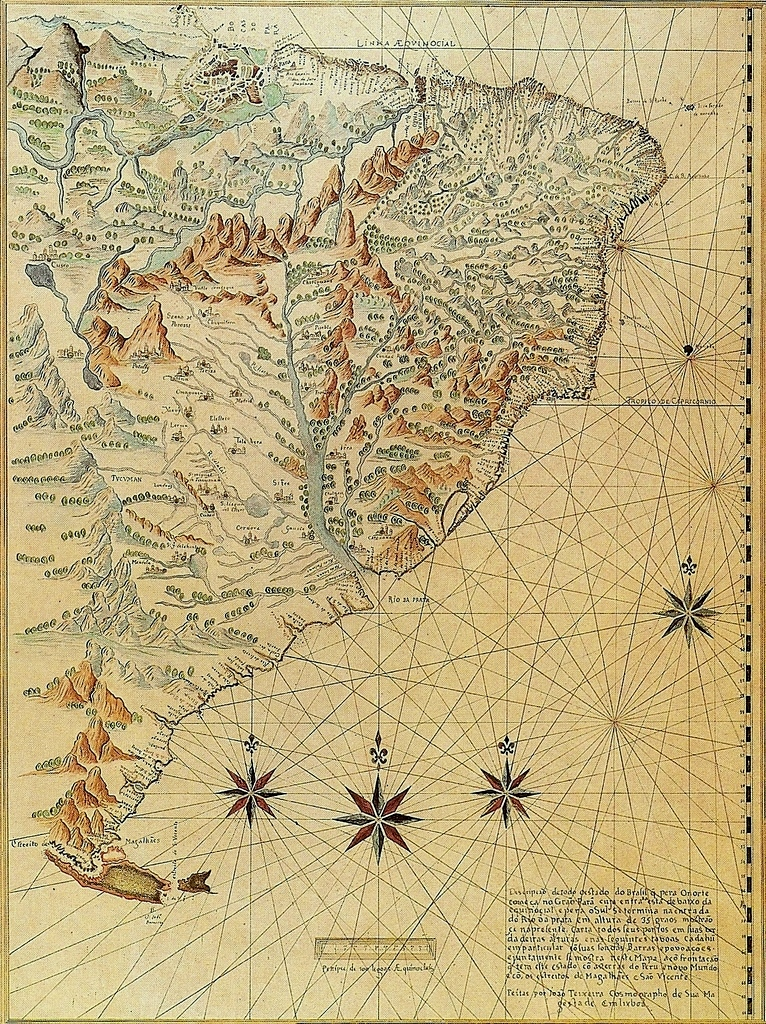
وصف لدولة البرازيل بأكملها ... خريطة 1612.

كانت دولة البرازيل (بالبرتغالية: Estado do Brasil) وحدة إدارية لأمريكا البرتغالية تم إنشاؤها في عهد جواو الثالث ملك البرتغال، وهي جزءٌ من الفترة المعروفة باسم استعمار البرازيل (1530-1815)، حيث كانت الأراضي البرازيلية مستعمرة للإمبراطورية البرتغالية. وفي وقت لاحق تم إنشاء ولاية مارانهاو، وعاصمتها ساو لويز.

## التاريخ

### الحكومة العامة للبرازيل
مع فشل نظام الرئاسات بالوراثة، أنشأ خوان الثالث منصب الحاكم العام للبرازيل من خلال فوج 17 ديسمبر 1548. ومع الإشارة إلى هذا المنصب في فوج 1548 باسم «حاكم أراضي البرازيل»، إلا أنه عُرف في الوثائق اللاحقة باسم «الحاكم العام لدولة البرازيل».
مع كون عاصمتها في مدينة سالفادور الواقعة في رئاسة خليج جميع القديسين، امتدت أراضي دولة البرازيل من ريو غراندي دو نورتي الحالية وريو غراندي دو سول.

### إنشاء دولة مارانهاو
تأسست دولة مارانهاو في عام 1621 على يد الملك فيليب الثالث ملك إسبانيا، الذي حكم في الوقت الذي توحدت فيه البرتغال مع إسبانيا من قبل الاتحاد الإيبيري.

### الإمارة
أمر مرسوم ملكي لعام 1645 برفع دولة البرازيل إلى حالة الإمارة.

### الولاء وتحويل العاصمة
في عام 1763، انتقلت عاصمة دولة البرازيل من سالفادور إلى ريو دي جانيرو. في عام 1775، ألغيت الدولة الاستعمارية لتفسح المجال أمام نائبي البرازيل، وبالتالي شكلت جزءً من الإمبراطورية البرتغالية، وبالتالي، إحدى أراضي مملكة البرتغال (1139-1910).
ومع عدم وجود تدبير تشريعي معروف يرفع مستوى البرازيل إلى رتبة نيابة، عادة ما يرتبط وضع المستعمرة هذا باللحظة التي يُمنح فيها لقب نائب الملك لأعلى ممثل للتاج في تلك المنطقة. ومع ذلك، فإن موقعه الزمني ليس بالإجماع بين المؤرخين، مع وجود تيارين، بناءً على حجج مختلفة، يعطي حواجز كرونولوجية مختلفة.
يعتبر أول هذه التيارات التواريخ الصالحة لهذه الفترة من الأعوام 1720 إلى 1808، ويستند إلى استمرار منح لقب نائب الملك لأعلى ممثل ملكي للمستعمرة. تم منح هذا اللقب مسبقًا، من عام 1640 فصاعدًا، ولكن بشكل متقطع. يعتبر التيار الآخر السنوات 1763 إلى 1808، ويستند إلى تفويض أكبر للسلطات، لا سيما في المجال العسكري، بسبب الوضع الدولي الجديد.
بموجب مرسوم صادر في 11 مايو وحصل على براءة اختراع في 27 يونيو 1763، تم تعيين أنطونيو ألفيس دا كونها أو الكونت دا كونها «نائب الملك والرئيس العام لأراضي وبحر لولاية البرازيل»، مقيمًا في ريو دي جانيرو. في 21 ديسمبر، أعلن الكونت دا كونها استلام منصب نائب الملك.
في عام 1808، تم افتتاح الموانئ، ووضع حد لاتفاقية الاستعمار، ووصول العائلة المالكة إلى البرازيل، وبالتالي إلغاء منصب نائب الملك.

### الارتفاع إلى المملكة
في عام 1815، ارتقى الباب جواو السادس السادس ملك البرتغال بدولة البرازيل إلى فئة المملكة، حيث أعيدت تسميتها مملكة البرازيل وشكلت وحدة مع المملكة المتحدة للبرتغال والبرازيل والغرب.

## التكوين
ضمت دولة البرازيل في البداية 12 رئيسًا من أصل 15 رئيسًا أصليًا، جميعهم باستثناء سيارا (التي أصبحت فيما بعد تابعة لبيرنامبوكو) ومارانهاو كانوا من الشمال إلى الجنوب:
- رئاسة ريو غراندي دو نورتي
- رئاسة بارايبا (بالإضافة إلى القسم الجنوبي من ريو غراندي وإيتاماراكا)
- رئاسة بيرنامبوكو
- رئاسة الخليج
- رئاسة إلهيوس (تم تحويلها إلى منطقة باهيا عام 1761)
- رئاسة بورتو سيجورو
- رئاسة اسبيريتو سانتو
- رئاسة ريو دي جانيرو (القسم الأول من ساو تومي وساو فيسنتي)
- رئاسة سانتو أمارو
- رئاسة ساو فيسنتي (القسم الثاني، أعيدت تسميتها لاحقًا باسم رئاسة ساو باولو وميناس دي أورو)
- رئاسة سانتانا

### الرئاسات التي أنشأتها الدولة
- رئاسة الاغواس، في عام 1817 من بيرنامبوكو
- رئاسة سيارا، في عام 1799 أعيد فصلها عن بيرنامبوكو (كانت موجودة سابقًا كواحدة من 15 رئيسًا وراثيًا)
- رئاسة غوياس
- رئاسة ماتو جروسو
- رئاسة ميناس جيرايس
- رئاسة ساو باولو
- رئاسة سيرجيبي، 1820 من باهيا
- رئاسة ريو غراندي دو سول (من ريو غراندي دي ساو بيدرو)
- رئاسة سانتا كاتارينا